# Europavej E8
E8 er en europavej der begynder i  Tromsø i Norge og ender i Turku i Finland med en samlet længde på 1.410 kilometer. Undervejs går den blandt andet gennem Nordkjosbotn, Skibotn, Kilpisjärvi, Tornio, Kemi, Oulu, Vaasa, Rauma.